# Surrain
Surrain ist eine französische Gemeinde im Département Calvados in der Region Normandie mit 142 Einwohnern (Stand: 1. Januar 2022). Surrain gehört zum Arrondissement Bayeux und zum Kanton Trévières. 

## Geografie
Surrain liegt etwa 22 Kilometer westnordwestlich von Bayeux. Umgeben wird Surrain von den Nachbargemeinden Colleville-sur-Mer im Norden, Aure sur Mer im Osten und Nordosten, Mosles im Südosten, Mandeville-en-Bessin im Süden sowie Formigny La Bataille im Westen und Nordwesten.

## Bevölkerungsentwicklung
| 1962                      | 1968 | 1975 | 1982 | 1990 | 1999 | 2006 | 2013 |
| ------------------------- | ---- | ---- | ---- | ---- | ---- | ---- | ---- |
| 137                       | 143  | 121  | 108  | 123  | 139  | 148  | 165  |
| Quelle: Cassini und INSEE |      |      |      |      |      |      |      |

## Sehenswürdigkeiten
- Kirche Saint-Martin aus dem 11. Jahrhundert, spätere Umbauten
- Reste der Kirche Saint-Michel in Houtteville, im 19. Jahrhundert zerstört

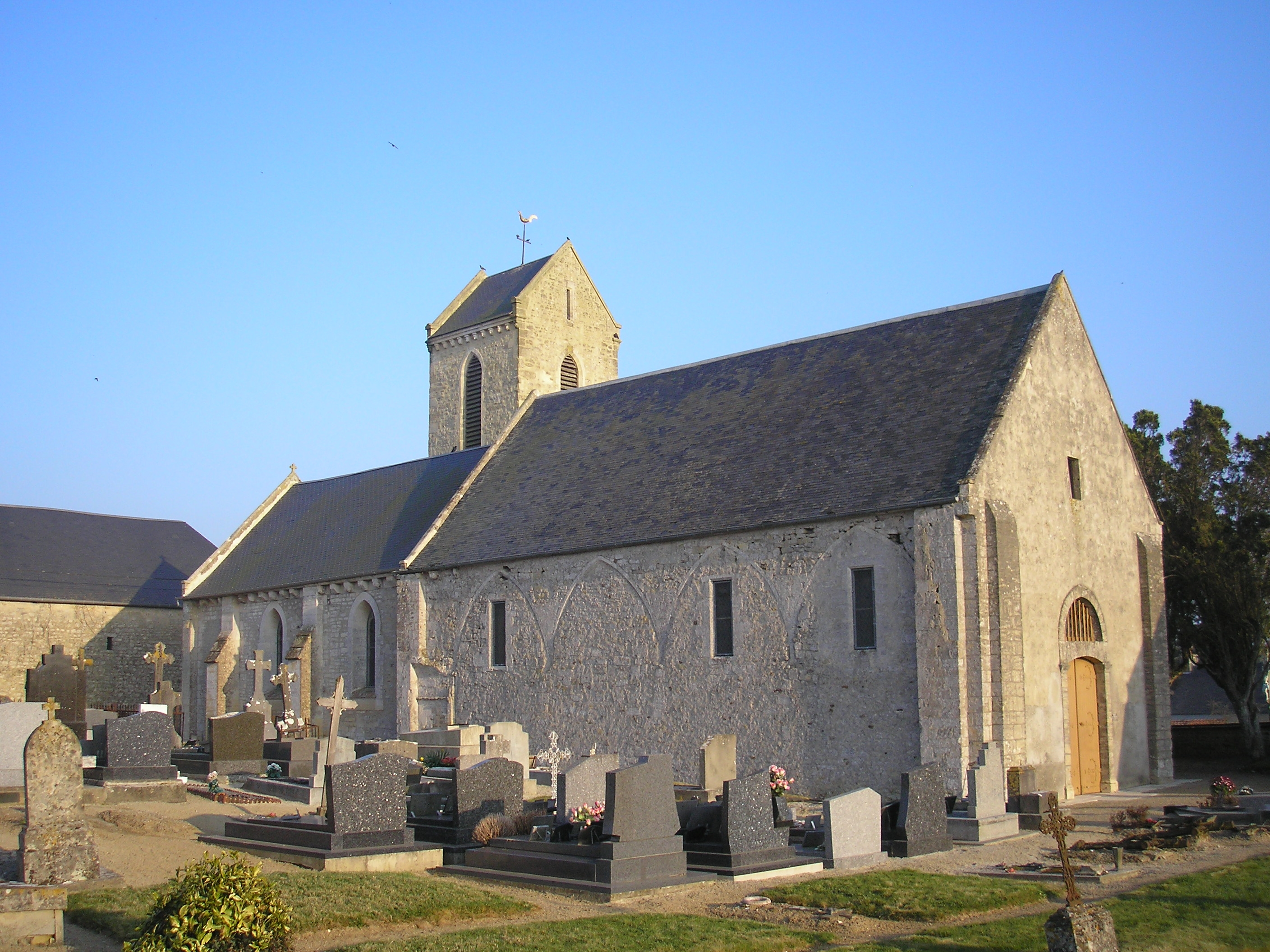
Kirche Saint-Martin

- Museum der Befreiung